# 서부로 (익산시)
서부로(Seobu-ro)는 전북특별자치도 익산시 오산면 영만 교차로와 함열읍 다송 교차로를 잇는 전북특별자치도의 도로이다. 전 구간 국도 제23호선에 속하며, 건설 당시에는 익산시 국도대체우회도로 또는 황등 ~ 오산간 도로라 칭했다.

## 연혁
- 2005년 6월 3일 : 익산시 오산면 영만리 ~ 함열읍 다송리 10.8km 구간을 자동차 전용도로로 지정[1]
- 2009년 9월 23일 : 서부로로 명명
- 2016년 12월 21일 : 익산시 국도대체우회도로 황등 ~ 오산 구간(익산시 오산면 영만리 ~ 함열읍 다송리) 10.8km 구간 확장 개통, 기존 익산시 오산면 송학리 ~ 함열읍 다송리 11.8km 구간 폐지[2]
- 2017년 1월 2일 : 황등 ~ 오산간 도로 개통으로 익산시 오산면 송학리 ~ 함열읍 다송리 11.8km 구간을 익산시 오산면 영만리 ~ 함열읍 다송리 10.8km 구간으로 노선 지정 변경[3]

## 주요 경유지
전북특별자치도
- 익산시 (오산면 - 신동 - 황등면 - 함라면 - 황등면 - 함열읍)

## 노선
전 구간 국도 제23호선에 속하기 때문에 이에 대한 별도 표기는 생략한다.
- (■): 자동차 전용도로 구간

| 이름             | 접속 노선                            | 소재지 | 소재지 | 비고 |
| ---------------- | ------------------------------------ | ------ | ------ | ---- |
| 영만 교차로      | 국도 제23호선 국도 제27호선 (군익로) | 익산시 | 오산면 |      |
| (교량 명칭 미상) |                                      | 익산시 | 오산면 |      |
| (교량 명칭 미상) |                                      | 익산시 | 신동   |      |
| (교량 명칭 미상) | 황등면                               | 익산시 |        |      |
| (교량 명칭 미상) |                                      | 익산시 |        |      |
| 동련 교차로      | 지방도 제722호선 (황등서로)          | 익산시 |        |      |
| 동련 교차로      | 지방도 제722호선 (황등서로)          | 익산시 | 함라면 |      |
| (교량 명칭 미상) |                                      | 익산시 |        |      |
| 죽촌 교차로      | 시와로                               | 익산시 | 황등면 |      |
| (교량 명칭 미상) |                                      | 익산시 | 함열읍 |      |
| 다송 교차로      | 국도 제23호선 (익산대로)             | 익산시 | 함열읍 |      |